# Alphonse Fondère
Hyacinthe-Alphonse Fondère, né à Marseille, rue Buffon, le 26 août 1865 a été un des pionniers de l'Afrique noire française[style à revoir] à la fin du XIXe siècle. Il meurt à Addis-Abeba le 26 novembre 1930.

## Biographie

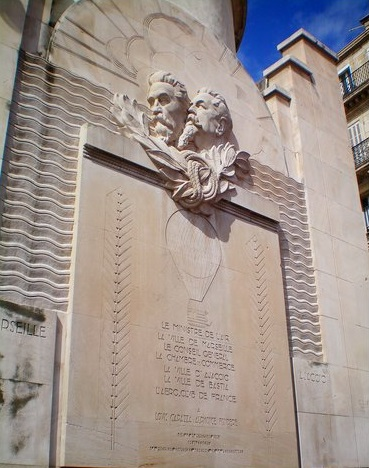
Plaque commémorant la traversée de la Méditerranée en 1886, par Louis Capazza et Alphonse Fondère. Place Jean-Jaurès, Marseille.

Accompagnant Louis Capazza, il part en ballon de la place Jean-Jaurès à Marseille pour atterrir en Corse, à Appietto, le 14 novembre 1886, réalisant ainsi la première traversée de la Méditerranée en  « plus léger que l'air ». Un monument, inauguré le 16 novembre 1930 par les aviateurs Dieudonné Costes et Maurice Bellonte et situé à l’angle de la rue Sibié et sculpté par Louis Botinelly, rappelle cet évènement.
Remarqué à cette occasion par Savorgnan de Brazza, il devient un de ses collaborateurs et sera un des fondateurs du Congo français.
Explorateur, administrateur de territoires, initiateur de  sociétés commerciales ou bancaires, d'entreprises ferroviaires, minières, conseiller financier au Maroc, il a été nommé membre du conseil de la Banque française d'Afrique, puis du Conseil supérieur des colonies.
En 1911, il est à l'origine du traité mettant fin au différend franco-allemand au Maroc.
À Brazzaville, dans le quartier de la Plaine, la "Case des Messageries fluviales", une case coloniale à pilotis, escaliers à double révolution, volets à persiennes et galeries remonte à 1905. Elle abritait les bureaux des Messageries fluviales fondée par Alphonse Fondère en 1900. Elle a par la suite hébergé les bureaux de l'ATC.

## Postérité
Une rue du 4e arrondissement de Marseille porte le nom d'Alphonse Fondère.
Un bateau qui faisait la liaison Bangui-Brazzaville, sur l'Oubangui, portait le nom de Fondère à la fin des années 1940.